# Winboard (протокол)
Протокол Winboard або Комунікаційний Протокол Шахових Рушіїв — відкритий комунікаційний протокол, який надає можливість шаховому рушію зв'язатися з інтерфейсом користувача.
Протокол спроектував Тім Манн, автор XBoard. Він спочатку мав намір тільки створити протокол для зв'язку з шаховим рушієм GNU Chess, який тільки приймав вхідний текст та створював вихідний. Фактично, перша версія цього протоколу — ніщо інше як створення інтерфейсу типу командного рядка. Інтерфейс XBoard, використовуючи протокол, посилає вхідний текст до рушія, аналізує вивід та представляє цю інформацію на графічній шаховій дошці.